# Wendeburg
Wendeburg ist eine Gemeinde im Landkreis Peine in Niedersachsen.

## Geografie

### Geografische Lage
Wendeburg liegt im Naturraum Burgdorf-Peiner Geest unmittelbar am nordwestlichen Stadtrand von Braunschweig und hat eine vorwiegend landwirtschaftliche Prägung.
Die Aue durchfließt das Gemeindegebiet von Süd nach Nord, im Fuße des Gemeindewappens ist sie durch eine goldene Leiste symbolisiert. Im Osten wird das Gemeindegebiet von der Oker durchflossen. Im Gemeindegebiet befindet sich der Abzweig des Stichkanals Salzgitter vom Mittellandkanal.
Höchster Punkt in der Gemeinde ist der Rüper Berg bei Rüper mit einer Höhe von 89,5 m.

### Nachbargemeinden
| Edemissen | Didderse                                    | Schwülper    |
| Peine     | Kompassrose, die auf Nachbargemeinden zeigt | Braunschweig |
| Vechelde  | Vechelde                                    | Braunschweig |

### Gemeindegliederung

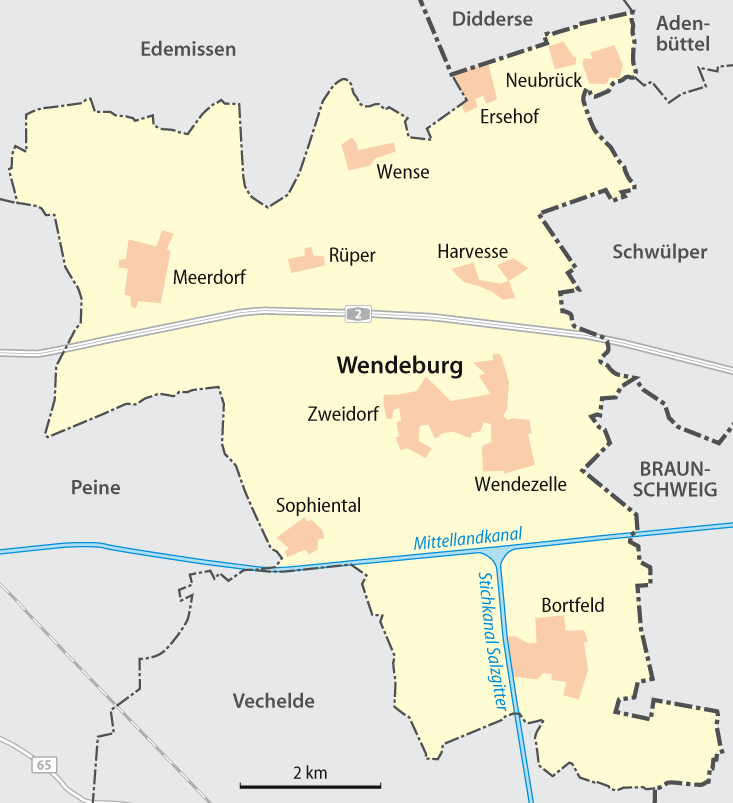
Lage der Ortsteile in Wendeburg

Die Gemeinde besteht aus den folgenden Ortschaften:
| - Bortfeld - Harvesse - Meerdorf - Neubrück mit dem Ortschaftsteil - Ersehof - Rüper | - Sophiental - Wendeburg (Ortschaft) mit den Ortschaftsteilen - Wendeburg (Ortsteil) - Wendezelle - Zweidorf - Wense |

## Geschichte
Dort, wo früher die Heerstraße von Braunschweig nach Celle die Aue überquerte, wurde im hohen Mittelalter (12. oder 13. Jahrhundert) eine Burg angelegt. Die ältesten Bezeichnungen lauten 1196–1197 Winetheburg und Wenedeburch. Es bietet sich die Vermutung an, dass eine Namensgebung vorliegt, die sich auf den Volksstamm der Wenden bezieht. Urkundliche oder archäologische Beweise für die Niederlassung von Wenden gibt es jedoch nicht, die Siedlungsform des Ortsteiles Wendezelle lässt aber hierauf schließen. Der Ortsname mit der Silbe „Wende“ könnte auf die Wenden hinweisen, aber auch auf einen Personennamen wie Winetho, Wendo oder ähnlich oder mit dem Zeitwort „wenden“ oder mit einer Ecke (= Wendung) einer (Gau-)Grenze in Zusammenhang stehen. Alle diese Deutungen sind jedoch ungesichert. Naheliegend ist jedoch, ausgehend von Winethe, die Deutung als „Weide“, was sich mit der Lage in der Aueniederung erklärt. Die „Burg“ mag an der Stelle der heutigen Marienkirche ihren Platz gehabt haben.
Die Marienkirche, mit dem Kirchturm aus den Jahren 1250–1300, ist das älteste Gebäude des Ortes. Erhalten aus dem Mittelalter ist an der Westseite des Kirchturms eine Weihetafel, die nach einem wesentlichen Umbau und anschließender Neuweihe der Kirche in etwa 5 m Höhe am Kirchturm angebracht wurde. Dieser Stein zeigt den Gekreuzigten mit Maria und Johannes, ihnen zu Füßen das betende Stifterpaar. Darunter befindet sich ein Adelswappen und die Jahreszahl 1439.

### Verkehrsgeschichte

Erster Büssing-Bus (Modell), Strecke Wendeburg-Braunschweig

Ab dem 1. Juli 1885 bestand eine Verbindung des ÖPNV von Wendeburg nach Braunschweig. Diese unterhielt der Wendeburger Kaufmann Friedrich Wilhelm Taeger mit einem Fuhrwerk. Er fuhr einmal täglich hin und zurück, wobei er auch Postsachen beförderte. 1893 übernahm der Wendeburger Fuhrunternehmer August Wegener diesen Dienst mit der zwölfsitzigen Postkutsche.
Ab dem 5. Juni 1904 wurde die Verbindung mit neuzeitlicher Technik betrieben. Dabei kam ein von Heinrich Büssing entwickelter Motoromnibus mit 20 Sitzplätzen zum Einsatz. Die Omnibuslinie, die auf die Initiative des damaligen Wendeburger Pastors Otto Hayder zustande kam, gab Büssing die Möglichkeit, seinen Omnibus unter ständiger Kontrolle zu erproben.
Die Zuverlässigkeit des Fahrzeuges erkannte die Post nach kurzer Zeit und übertrug der Buslinie ab 1. September 1904 die Postbeförderung. Die Omnibuslinie Wendeburg–Braunschweig gilt daher als erste erfolgreiche Kraftpost-Omnibuslinie der Welt. Die täglich dreimalige Tour des Busses führte von Wendeburg über Wendezelle, Bortfeld, Völkenrode, Watenbüttel und Ölper nach Braunschweig, die Rückfahrt entsprechend.

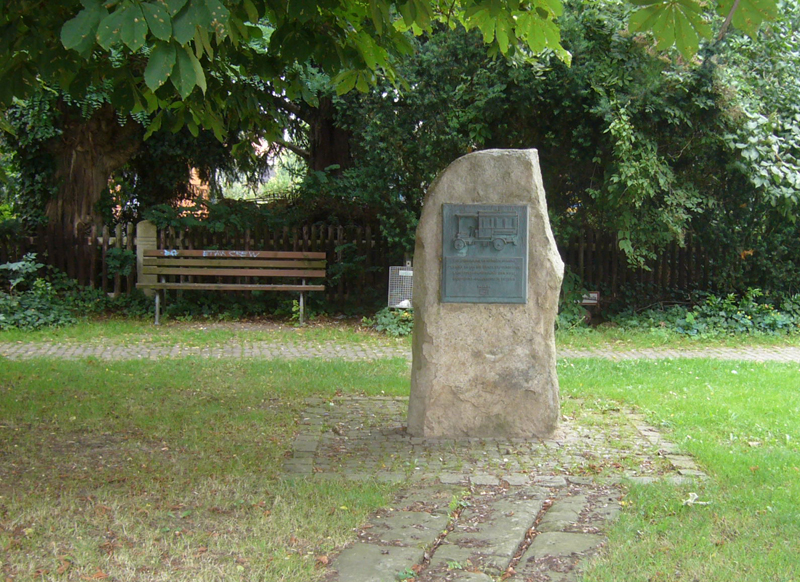
Denkmal der ersten Omnibuslinie in Wendeburg
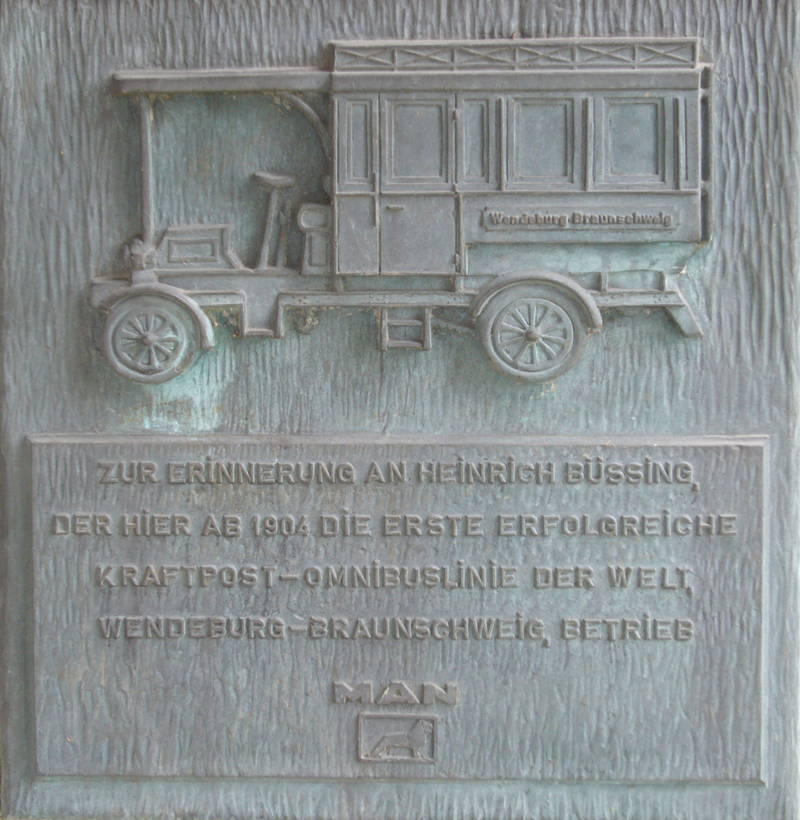
Detail des Denkmals

### Ortsname
Der Ortsname ergibt sich aus dem Teil „Burg“ und dem offensichtlichen Bestimmungswort „Winethe“, die germanische Bildung „Win-ithi“, „winja“ bedeutet Weide, zusammen also Weideort, Weidestelle. Der Name kann aber auch auf einer wendischen Siedlung basieren. Hierzu würde passen, dass der Ortsteil Wendezelle das westlichste Rundlingsdorf Deutschlands ist. Dies ist eine typisch wendische Bauweise.

### Eingemeindungen
Am 1. Juli 1968 schlossen sich die Gemeinden Wendeburg, Wendezelle und Zweidorf freiwillig zu einer neuen Gemeinde Wendeburg zusammen, sie bestand bis zum 28. Februar 1974. Im Zuge der Gebietsreform in Niedersachsen wurden am 1. März 1974 die Gemeinden Bortfeld, Didderse, Harvesse, Meerdorf, Neubrück, Rüper, Sophiental, Wendeburg und Wense zur neugeschaffenen Einheitsgemeinde Wendeburg zusammengefasst.

### Ausgliederung
Am 1. Mai 1981 wurde die Gemeinde Didderse durch Ausgliederung aus der Gemeinde Wendeburg neu gebildet und in den Landkreis Gifhorn eingegliedert. Damit wurde von Seiten des Landes den Protesten der Bewohner Didderses Rechnung getragen. Die neue Gemeinde Didderse entspricht in ihrem Zuschnitt nicht genau der Ausdehnung der ehemaligen Gemeinde Didderse, ein Teil der Feldmark verblieb in der Gemeinde Wendeburg.

## Religion

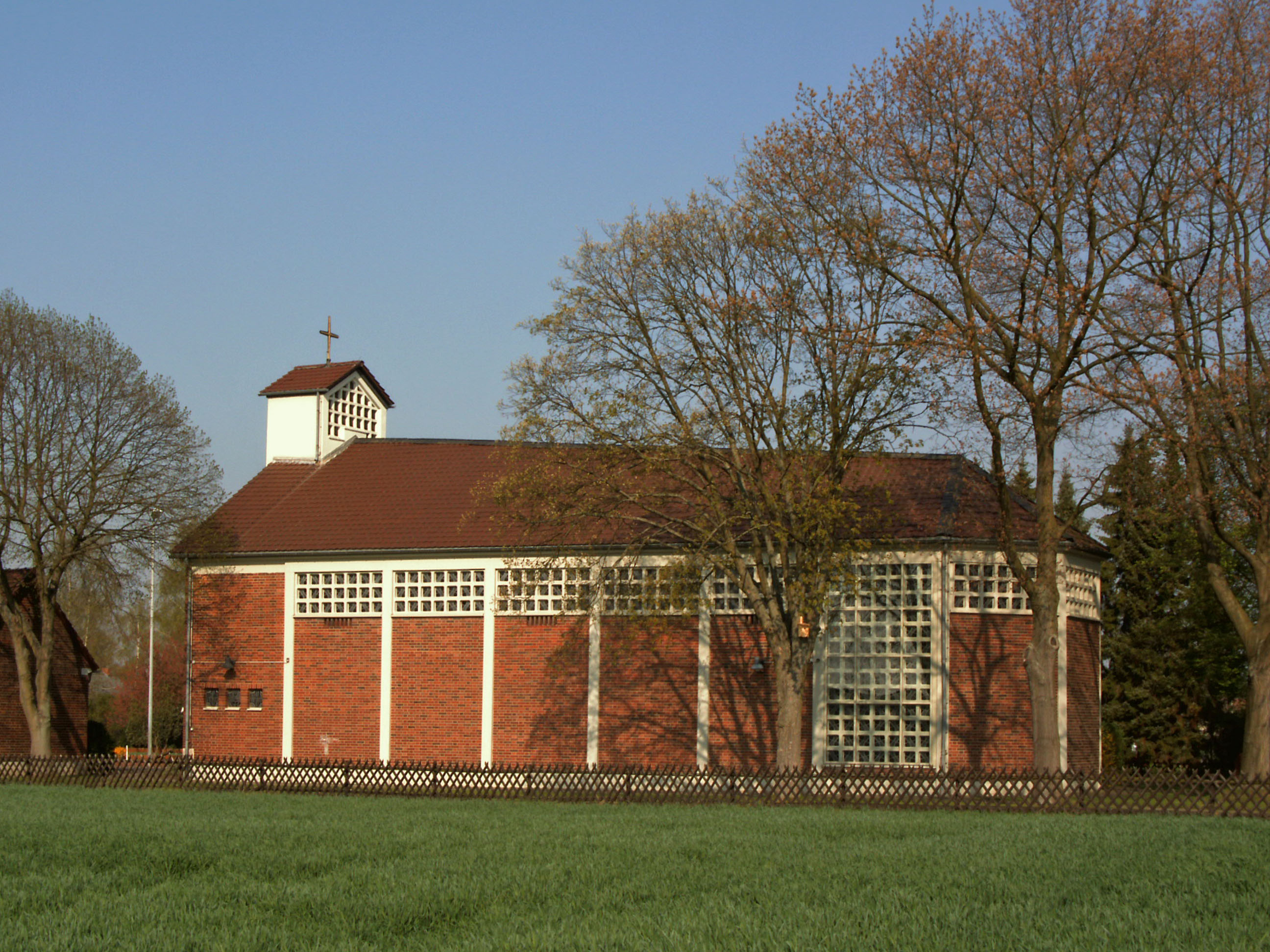
Kath. Kirche Wendeburg

Die Marienkirche ist die evangelisch-lutherische Kirche in der Ortschaft Wendeburg, in der heutigen äußeren Form im 18. Jahrhundert vollendet. Gegenüber der Kirche, an der Braunschweiger Straße, befindet sich ein evangelischer Kindergarten. Weitere evangelische Kirchen befinden sich in Bortfeld, Harvesse, Meerdorf, Rüper und Sophiental.
Die katholische St.-Elisabeth-Kirche wurde 1962/63 errichtet. Heute gehört die Kirche, die zwischen Pastor-Derks-Weg und Rothbergstraße gelegen ist, zur Pfarrgemeinde Heilig Geist in Braunschweig-Lehndorf.
Im Neubrücker Ortsteil Ersehof befindet sich eine neuapostolische Kirche.

## Politik

### Gemeinderat
Der Gemeinderat der Gemeinde Wendeburg besteht aus 26 Ratsfrauen und Ratsherren. Dies ist die festgelegte Anzahl für eine Gemeinde mit einer Einwohnerzahl zwischen 10.001 und 11.000 Einwohnern. Die 26 Ratsmitglieder werden durch eine Kommunalwahl für jeweils fünf Jahre gewählt. Die aktuelle Amtszeit begann am 1. November 2021 und endet am 31. Oktober 2026. Stimmberechtigt im Rat der Gemeinde ist außerdem der hauptamtliche Bürgermeister.
Seit 1974 ergaben die Kommunalwahlen folgende Ergebnisse:
| Jahr | CDU | SPD | GRÜNE | FDP | AfD | Andere | Gesamt   | Stand                              |
| ---- | --- | --- | ----- | --- | --- | ------ | -------- | ---------------------------------- |
| 2021 | 10  | 8   | 5     | 1   | 2   | –      | 26 Sitze | Kommunalwahl am 12. September 2021 |
| 2016 | 12  | 8   | 3     | 1   | 2   | –      | 26 Sitze | Kommunalwahl am 11. September 2016 |
| 2011 | 12  | 9   | 5     | –   | –   | –      | 26 Sitze | Kommunalwahl am 11. September 2011 |
| 2006 | 14  | 9   | 2     | 1   | –   | –      | 26 Sitze | Kommunalwahl am 10. September 2006 |
| 2001 | 13  | 10  | 1     | 0   | –   | 1      | 25 Sitze | Kommunalwahl am 9. September 2001  |
| 1996 | 12  | 10  | 1     | –   | –   | 0      | 23 Sitze | Kommunalwahl am 15. September 1996 |
| 1991 | 11  | 10  | –     | –   | –   | –      | 21 Sitze | Kommunalwahl am 6. Oktober 1991    |
| 1986 | 12  | 9   | –     | 0   | –   | –      | 21 Sitze | Kommunalwahl am 5. Oktober 1986    |
| 1981 | 12  | 8   | –     | 1   | –   | 0      | 21 Sitze | Kommunalwahl am 27. September 1981 |
| 1976 | 13  | 9   | –     | 1   | –   | –      | 23 Sitze | Kommunalwahl am 3. Oktober 1976    |
| 1974 | 13  | 9   | –     | 1   | –   | –      | 23 Sitze | Kommunalwahl am 9. Juni 1974       |

### Bürgermeister
Ehrenamtlicher Bürgermeister: Albert Grove (CDU) 1974–1994; Rolf Ahlers (CDU) 1994–2002.
Hauptamtlicher Bürgermeister: Hans Peter Reupert (CDU) 2002–2011; Gerd Albrecht (CDU) seit 2011.

### Wappen
Das Wappen der Gemeinde Wendeburg zeigt in Gold über einem blauen mit einer goldenen Leiste belegten Zinnenkranz einen blauen rotbezungten Wolfskopf, begleitet von je einer blauen Ähre.
Die Gemeinde Wendeburg trägt im Wappen ihrer früheren Kreiszugehörigkeit ebenso Rechnung wie der gegenwärtigen. Mit den Braunschweiger Landes- und Landkreisfarben Blau-Gelb gedenkt es seiner ehemaligen Zugehörigkeit und mit dem Wolfskopf als Motiv des Peiner Kreiswappens seiner jetzigen zum Landkreis Peine, ab 1. März 1974. Der Wolfskopf ist jedoch bereits seit 1439 auf der Weihetafel an der Wendeburger Kirche zu sehen. Der Zinnenschildfuß repräsentiert die im Gemeindenamen enthaltene Burg, die schmale Leiste darin ist die Aue/Erse, die sich durch das Gemeindegebiet zieht. Die Ähren versinnbildlichen die Landwirtschaft als den früher bedeutendsten und auch heute noch beachtlichen Wirtschaftszweig. Der Gemeinderat nahm das Wappen am 21. März 1978 an und der Landkreis Peine genehmigte es am 11. Juli desselben Jahres.

## Kultur und Sehenswürdigkeiten
- Zweidorfer Mühle
- Marienkirche Wendeburg

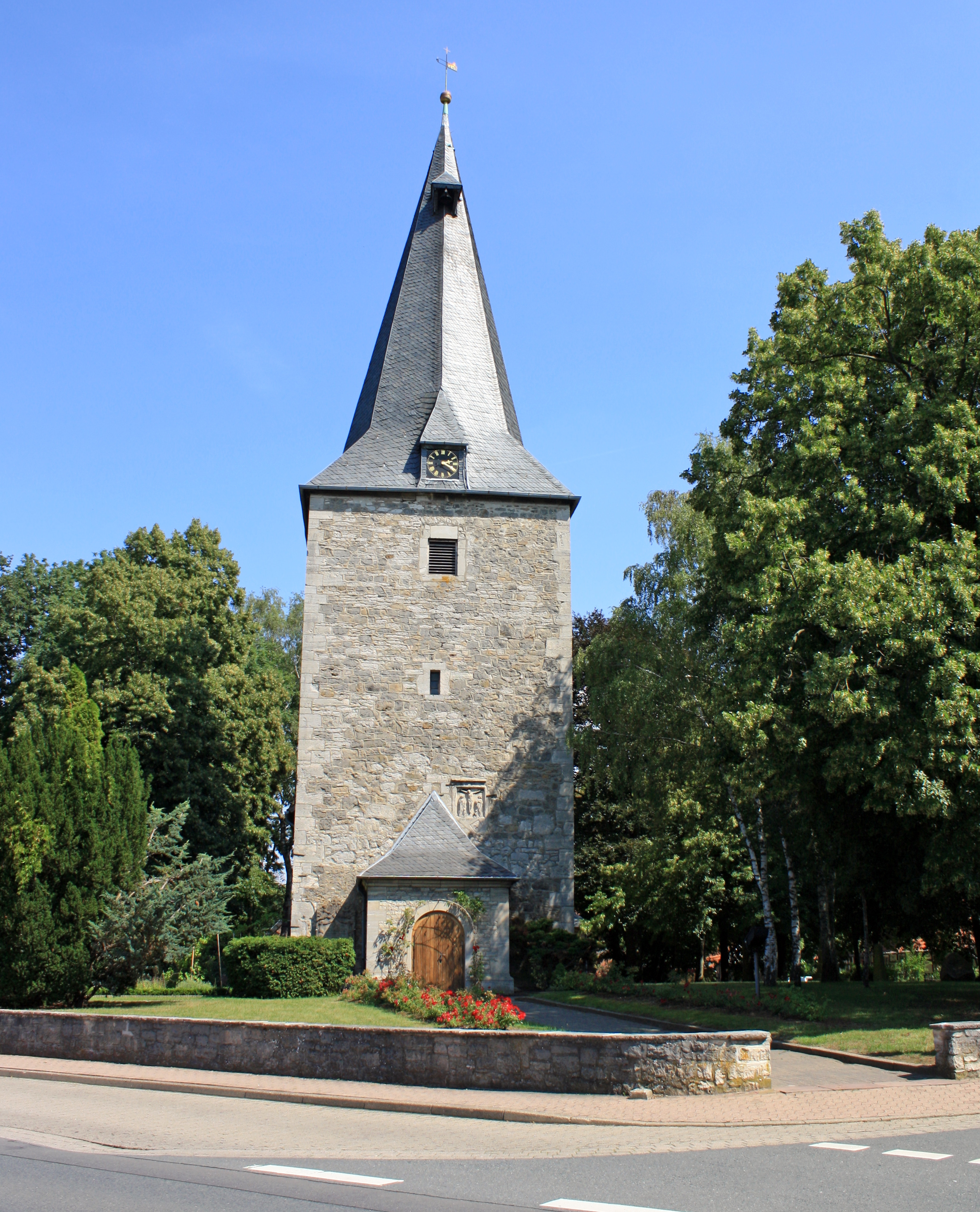
Marienkirche Wendeburg

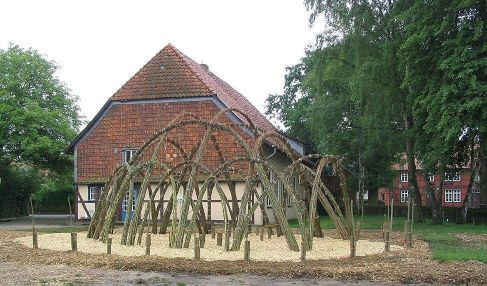
Weidenkirche Wendeburg

- Weidenkirche: 2006 wurde in Wendeburg eine Weidenkirche von etwa 100 Menschen errichtet. Dabei wurden ehrenamtlich 16 Bögen geflochten, die aus weit über 1000 Weidenruten bestehen und mit fast 1000 Meter Hanfseil zusammengebunden sind. Bei der Einweihung am 5. Juni 2006 (Pfingstmontag) wurde erstmals „O Heiland, mak den Himmel wiet“ – plattdeutscher Text von Rolf Ahlers nach EG 7 von Friedrich Spee – gesungen.

### Museen
- Bauernhausmuseum Bortfeld

### Theater
- Teatr dach, Kleinkunstbühne im Ortsteil Meerdorf

## Wirtschaft und Infrastruktur
Wendeburg war Hauptsitz der Volksbank Vechelde-Wendeburg und verfügt über vielfältige Einkaufsmöglichkeiten.

### Öffentliche Einrichtungen
- Walderlebnispfad im Zweidorfer Holz (einem Wald zwischen Peine und Wendeburg). Der Lehrpfad entstand mit Hilfe der Wendeburger Aueschule, der Gemeindejugendpflege, der Revierförsterei Meerdorf und des Niedersächsischen Forstamtes Braunschweig.
- Auebad: beheiztes Freibad mit Nichtschwimmerbecken und Schwimmbecken mit Sprungturmanlage.

### Bildung
- Grundschulen in Bortfeld, Meerdorf und Wendeburg
- Aue-Schule (Oberschule) in Wendeburg

### Verkehr
Die Bundesautobahn 2 – an ihr befinden sich hier die Autobahnraststätten „Zweidorfer Holz – Nordseite“ und „Zweidorfer Holz – Südseite“ – durchquert das Gemeindegebiet, wie auch die Bundesstraße 214, sie kreuzen sich an der Anschlussstelle Braunschweig-Watenbüttel. Für den Schiffsverkehr gibt es die Häfen Wendeburgs am Mittellandkanal und am Stichkanal Salzgitter, der hier beginnt.
Die Schienenverkehrstrasse der Bahnstrecke Celle–Braunschweig führt durch die Gemeinde. Früher befanden sich Bahnhöfe in den Ortsteilen Wendezelle, Harvesse und Wense, die derzeit alle stillgelegt sind. Der südliche Teil der Strecke ist für die Anbindung des neu errichteten Logistikzentrums von Volkswagen reaktiviert.

### Gewässer
Außer den unter „Verkehr“ genannten Schifffahrtskanälen gibt es weitere Gewässer. Die Aue-Erse ist mittels des entlastenden Aue-Oker-Kanals mit der Oker verbunden. Das „Zweidorfer Meer“ ist ein Relikt aus der Eiszeit, wie auch das „Meerdorfer Meer“, das jedoch zugeschüttet wurde.

## Persönlichkeiten

### Persönlichkeiten der Gemeinde
- Rolf Ahlers (* 1940), Ingenieur[9], Schriftsteller[10], geboren im Ortsteil Wendezelle
- Konrad Beste (1890–1958), Dichter, geboren im Ortsteil Wendeburg (Ortsteil)
- Heinrich Brandes (1803–1868), Kunstmaler, geboren im Ortsteil Bortfeld
- Carl Heinrich Theodor Knorr (1800–1875), Gründer des Nahrungsmittelunternehmens Knorr, geboren im Ortsteil Meerdorf
- Volker Mudrow (* 1969), Handballspieler und -trainer, geboren im Ortsteil Bortfeld
- Gerhard Schrader (1903–1990), Chemiker, geboren im Ortsteil Bortfeld
- Else Sonnenberg (1879–1967), Autorin und Siedlerin in Namibia (Deutsch-Südwestafrika), geboren im Ortsteil Wendeburg (Ortsteil)
- Gustav Voigts (1866–1934), Kaufmann und früher Siedler in Namibia (Deutsch-Südwestafrika), geboren im Ortsteil Meerdorf
- Frank Zucht (* 1961), Maler und Grafiker, geboren im Ortsteil Zweidorf

### Persönlichkeiten, die mit der Gemeinde in Verbindung stehen
- Regina Albrecht (1949–2017), Schriftstellerin, Zeitzeugin[11]
- Heinrich Büssing (1843–1929), gründete und betrieb ab 1904 „die erste erfolgreiche Kraftpost-Omnibuslinie der Welt, Wendeburg–Braunschweig“
- Karl Friedrich Julius Brautlecht (1837–1883), erarbeitete in Wendeburg den ersten brauchbaren Nachweis für den Typhusbazillus
- Herzogin Elisabeth Sophie Marie (1683–1767), Gründerin und Namensgeberin des Wendeburger Ortsteils Sophiental
- Carl Friedrich Gauß (1777–1855), sein namensgebender Ururgroßvater Hans Gauß wurde um 1600 in Wendeburg geboren
- Hans-Joachim Grove (* 1944), Galerist
- Ted Herold (1942–2021), deutscher Sänger
- Hans-Dieter Karras (* 1959), Komponist, Kirchenmusiker und internationaler Konzertorganist
- Dennis Schröder (* 1993), Basketballspieler, Weltmeister 2023
- Otto Wolters (1938–2020), deutscher Jazzpianist